# لیانا لیبراتو
لیانا داین لیبراتو (به انگلیسی: Liana Daine Liberato) (زادهٔ ۲۰ اوت ۱۹۹۵ در گلوستون، تگزاس)؛ بازیگر سینما و تلویزیون اهل آمریکا است. از فیلم‌هایی که او در آن بازی کرده می‌توان به اعتماد (۲۰۱۰) و تجاوز (۲۰۱۱)، النور عزیز، پاک‌شده، ۱ مایل تا تو، سواری مجانی، تا استخوان و خانه ساحلی اشاره کرد.